# Кобру (Португалія)
Кобру (порт. Cobro; МФА: [ˈko.bɾu]) — парафія в Португалії, у муніципалітеті Мірандела. Розташована в північно-східній частині країни, на теренах історичної португальської провінції Трансмонтана. Входить до складу округу Браганса. За адміністративним поділом, чинним до 1976 року, терени парафії були складовою провінції Трансмонтана і Верхнє Дору. Належить до Брагансько-Мірандської діоцезії Католицької церкви. Патрон — святий Севастіан. Площа — 12,3129 км². Населення — 205 ос. (2011). Слабо урбанізований регіон. Густота населення — 16,65 осіб/км²
. Код — 040713.

## Населення
| Кількість мешканців | Кількість мешканців | Кількість мешканців | Кількість мешканців | Кількість мешканців | Кількість мешканців | Кількість мешканців | Кількість мешканців | Кількість мешканців | Кількість мешканців | Кількість мешканців | Кількість мешканців | Кількість мешканців | Кількість мешканців | Кількість мешканців |
| ------------------- | ------------------- | ------------------- | ------------------- | ------------------- | ------------------- | ------------------- | ------------------- | ------------------- | ------------------- | ------------------- | ------------------- | ------------------- | ------------------- | ------------------- |
| 1864                | 1878                | 1890                | 1900                | 1911                | 1920                | 1930                | 1940                | 1950                | 1960                | 1970                | 1981                | 1991                | 2001                | 2011                |
| 253                 | 281                 | 248                 | 240                 | 444                 | 388                 | 478                 | 518                 | 338                 | 328                 | 157                 | 327                 | 265                 | 242                 | 205                 |